# Dominio PX

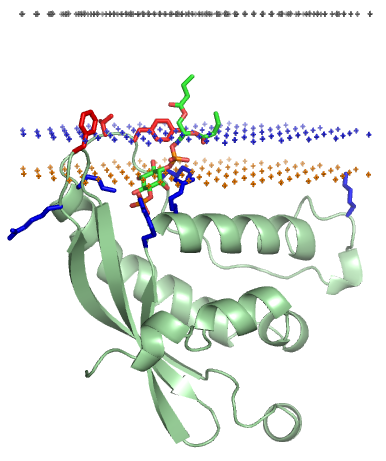
Dominio PX de NADH oxidasa (p40phox), unido a un lípido.

El dominio PX es un dominio estructural de unión a fosfoinositidol involucrado en el marcado de proteínas de la membrana celular. Este dominio fue determinado por vez primera en los dominios p40phox y p47Phox de la NADPH oxidasa (phox hace alusión a "phagocytic oxidase"). Fue también identificada en muchas otras proteínas involucradas en el tráfico de membranas, incluyendo nexinas, fosfolipasa D y fosfoinositidol 3-quinasa.
El dominio PX está estructuralmente conservado en eucariotas, aunque las secuencias aminoacídicas presentan muy poca similitud. Los dominios PX interactúan mayormente con fosfatidilinositol 3-fosfato. Sin embargo algunos de ellos se unen a ácido fosfatídico, fosfatidilinositol 3,4-bifosfato, fosfatidilinositol 3,5-bifosfato, fosfatidilinositol 4,5-bifosfato y fosfatidilinositol 3,4,5-trifosfato. El dominio PX también puede interaccionar con algunos otros dominios y proteínas.